# Литвиненко, Дмитрий Сергеевич (1994)
Дми́трий Серге́евич Литвине́нко (укр. Дмитро Сергійович Літвінєнко; 13 ноября 1994) — украинский футболист, нападающий клуба ТСК.

## Биография
Воспитанник симферопольского УОР (училища олимпийского резерва), за которое играл в ДЮФЛ с 2008 по 2011 годы. После выпуска остался вне поля зрения селекционеров «Таврии», и зимой 2014 года оказался в Луцке. Весной в каждом из четырёх матчей в молодёжном первенстве забил по голу, чем заслужил право попробовать свои силы в главной команде.
В Премьер-лиге дебютировал 11 апреля 2014 года, сыграв 2 минуты в игре против мариупольского «Ильичёвца». В следующих восьми матчах за «молодёжку» смог забить лишь однажды в ворота харьковского «Металлиста».
После аннексии Крыма Российской Федерацией принял российское гражданство.
В апреле 2016 года покинул ТСК-Таврию и перешёл В клуб КФУ выступающий в Любительском Чемпионате Крыма.